# Liste der Biografien/Doro
Liste der Biografien |
Portal Biografien |
Personensuche
# |
A |
B |
C |
D |
E |
F |
G |
H |
I |
J |
K |
L |
M |
N |
O |
P |
Q |
R |
S |
T |
U |
V |
W |
X |
Y |
Z |
?
 
Da |
Db |
Dc |
Dd |
De |
Dg |
Dh |
Di |
Dj |
Dk |
Dl |
Dm |
Dn |
Do |
Dq |
Dr |
Ds |
Du |
Dv |
Dw |
Dy |
Dz
 
Doa |
Dob |
Doc |
Dod |
Doe |
Dof |
Dog |
Doh |
Doi |
Doj |
Dok |
Dol |
Dom |
Don |
Doo |
Dop |
Doq |
Dor |
Dos |
Dot |
Dou |
Dov |
Dow |
Dox |
Doy |
Doz
 
Dora |
Dorb |
Dorc |
Dord |
Dore |
Dorf |
Dorg |
Dorh |
Dori |
Dorj |
Dork |
Dorl |
Dorm |
Dorn |
Doro |
Dorp |
Dorr |
Dors |
Dort |
Doru |
Dorv |
Dorw |
Dory |
Dorz
Die Liste der Biografien führt alle Personen auf, die in der deutschsprachigen Wikipedia einen Artikel haben. Dieses ist eine Teilliste mit 107 Einträgen von Personen, deren Namen mit den Buchstaben „Doro“ beginnt.

## Doro
- Doro, Marie (1882–1956), US-amerikanische Bühnen- und Filmschauspielerin der Stummfilmära
- Dóró, Sándor (* 1950), ungarischer Maler, Grafiker, Performance-Künstler und Künstleranatom
- Doro, Sebastian (* 1992), deutscher Fußballspieler

### Doroc
- Dorochin, Igor (* 1962), deutsch-kasachischer Eishockeyspieler
- Dorociak, Joanna (* 1992), polnische Ruderin
- Dorociński, Marcin (* 1973), polnischer Theater-, Film- und FernsehschauspielerMarcin Dorociński (* 1973)

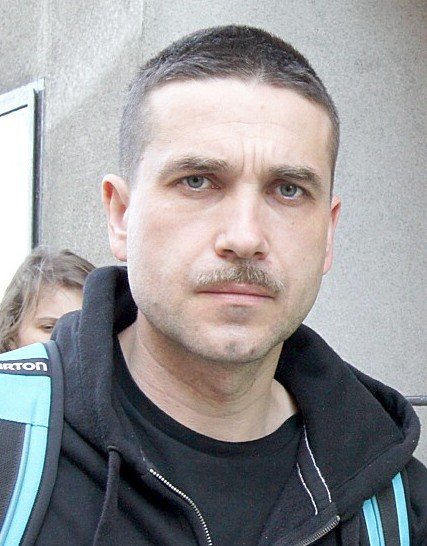
Marcin Dorociński (* 1973)

### Dorod
- Dorodnizyn, Anatoli Alexejewitsch (1910–1994), russischer Mathematiker, Physiker und Hochschullehrer
- Dorodnowa, Oksana Anatoljewna (* 1974), russische Ruderin

### Dorof
- Dorofejev, Tamara (* 1984), ungarische Eiskunstläuferin
- Dorofejew, Alexander Anatoljewitsch (* 1946), russischer Generalmajor
- Dorofejew, Dmitri Anatoljewitsch (* 1976), russischer Eisschnellläufer
- Dorofejew, Jakow Dorofejewitsch († 1832), russischer Forschungsreisender
- Dorofejew, Sergei Alexejewitsch (* 1986), russischer Eishockeyspieler
- Dorofejewa-Rybas, Felizata Wiktorowna (* 2009), russische Tennisspielerin
- Dorofjejewa, Nadija (* 1990), ukrainische Sängerin und Designerin
- Doroftei, Leonard (* 1970), rumänischer Boxer und Sportfunktionär
- Doroftei, Răzvan (* 2003), rumänischer Stabhochspringer

### Dorog
- Dorogi, Jennifer, US-amerikanische Schauspielerin, Moderatorin, Filmproduzentin und Model

### Dorok
- Dorok, Werner (* 1957), deutscher Fußballspieler

### Doron
- Doron, Aharon (1922–2016), israelischer Berufssoldat
- Doron, Helen, britische Linguistin
- Doron, Lizzie (* 1953), israelische Schriftstellerin
- Doron, Shay (* 1985), israelische Basketballspielerin
- Doronin, Iwan Wassiljewitsch (1903–1951), sowjetischer Pilot, Held der Sowjetunion
- Doronin, Pawel Wladimirowitsch (* 1988), russischer Eishockeyspieler
- Doronina, Tatjana Wassiljewna (* 1933), sowjetische bzw. russische Theater- und Filmschauspielerin und Theaterleiterin
- Doronina, Walentina (* 2000), deutsche Reality-TV-DarstellerinWalentina Doronina (* 2000)

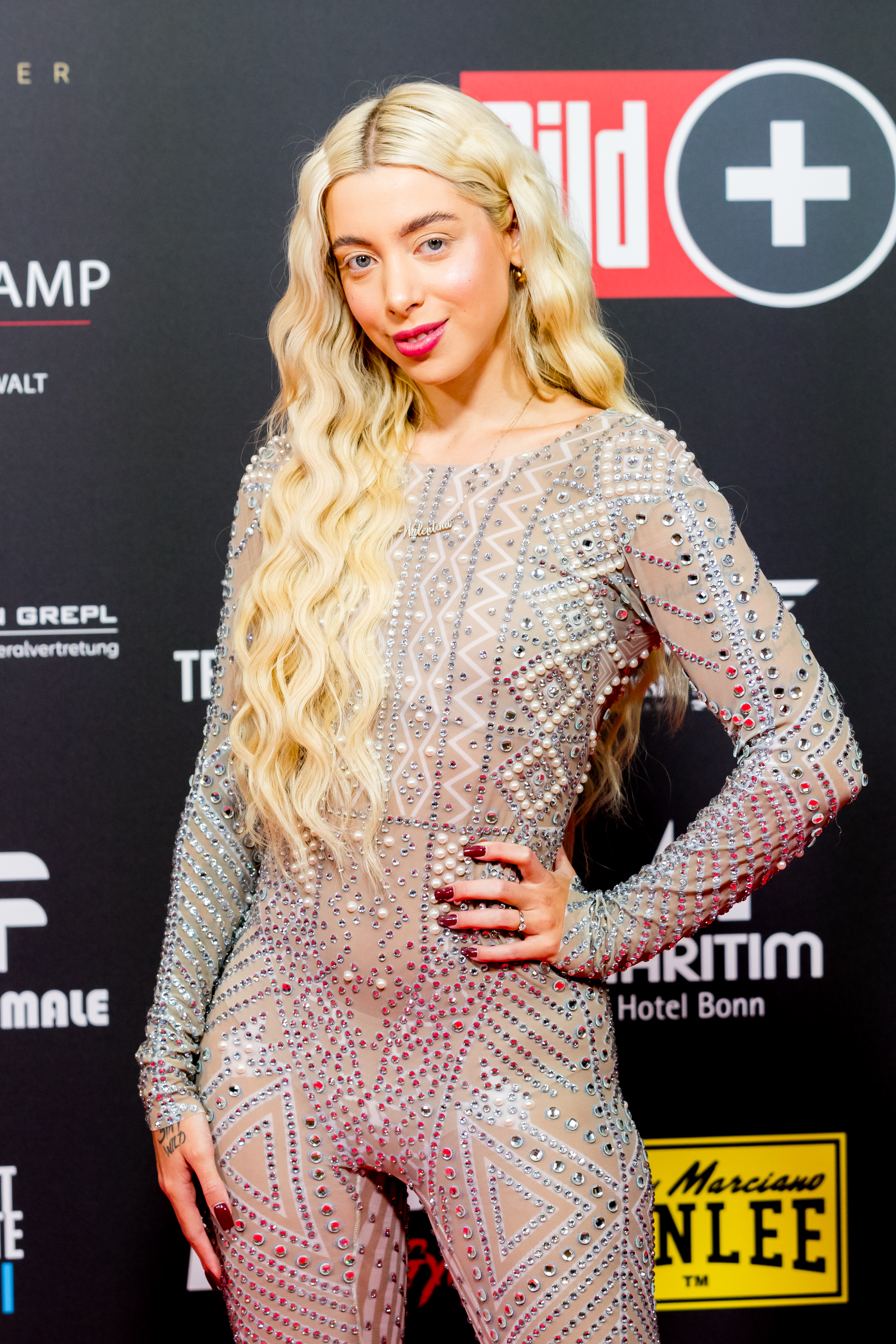
Walentina Doronina (* 2000)

- Doronina, Xenija Sergejewna (* 1990), russische Eiskunstläuferin
- Doronjski, Stevan (1919–1981), jugoslawischer Politiker
- Doronne, Dina (* 1940), israelische Schauspielerin

### Dorop
- Doropoulos, Vasilis (* 1942), griechischer Bildhauer, Maler und Medailleur

### Doros
- Doros, antiker griechischer Steinschneider
- Doroș, Anatolie (* 1983), moldauischer Fußballspieler
- Doroschenko, Dmytro (1882–1951), ukrainischer Historiker und Politiker
- Doroschenko, Iryna (* 1957), ukrainische Schauspielerin und Synchronsprecherin
- Doroschenko, Leonid (* 1964), ukrainisch-israelischer Handballspieler
- Doroschenko, Maryna (1981–2014), ukrainische Basketballspielerin
- Doroschenko, Mychajlo († 1628), Hetman der registrierten Kosaken in der Ukraine
- Doroschenko, Natalija (1888–1970), ukrainische Bühnenschauspielerin
- Doroschenko, Petro (1627–1698), ukrainischer Kosak und Hetman in der rechtsufrigen UkrainePetro Doroschenko (1627–1698)

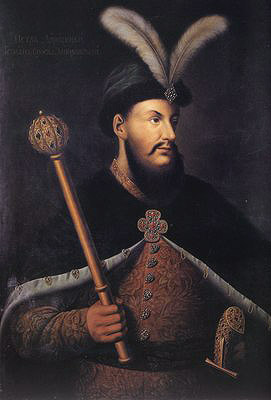
Petro Doroschenko (1627–1698)

- Doroschin, Pjotr Petrowitsch (1823–1875), russischer Bergbauingenieur und Forschungsreisender
- Doroschina, Nina Michailowna (1934–2018), sowjetische bzw. russische Schauspielerin und Hochschullehrerin
- Doroschina, Olga Wladimirowna (* 1994), russische Tennisspielerin
- Doroschon, Marharyta (* 1987), israelische Speerwerferin ukrainischer Herkunft
- Doroschtschuk, Dmytro (* 1986), ukrainischer Handballspieler
- Doroschtschuk, Oleh (* 2001), ukrainischer Hochspringer
- Doroschylow, Pawlo (* 1994), russischer Amateurboxer im Superschwergewicht
- Doroševs, Pāvels (* 1980), lettischer Fußballtorwart
- Dorostkar, Pejman (* 1976), iranischer Ringer
- Dorosz, Hedwig (1905–1946), Schweizer Hochschullehrerin und Schriftstellerin

### Dorot
- Dorotei, Soro (* 1951), italienischer Bergsteiger
- Dorothea, Märtyrin und Heilige der katholischen KircheDorothea

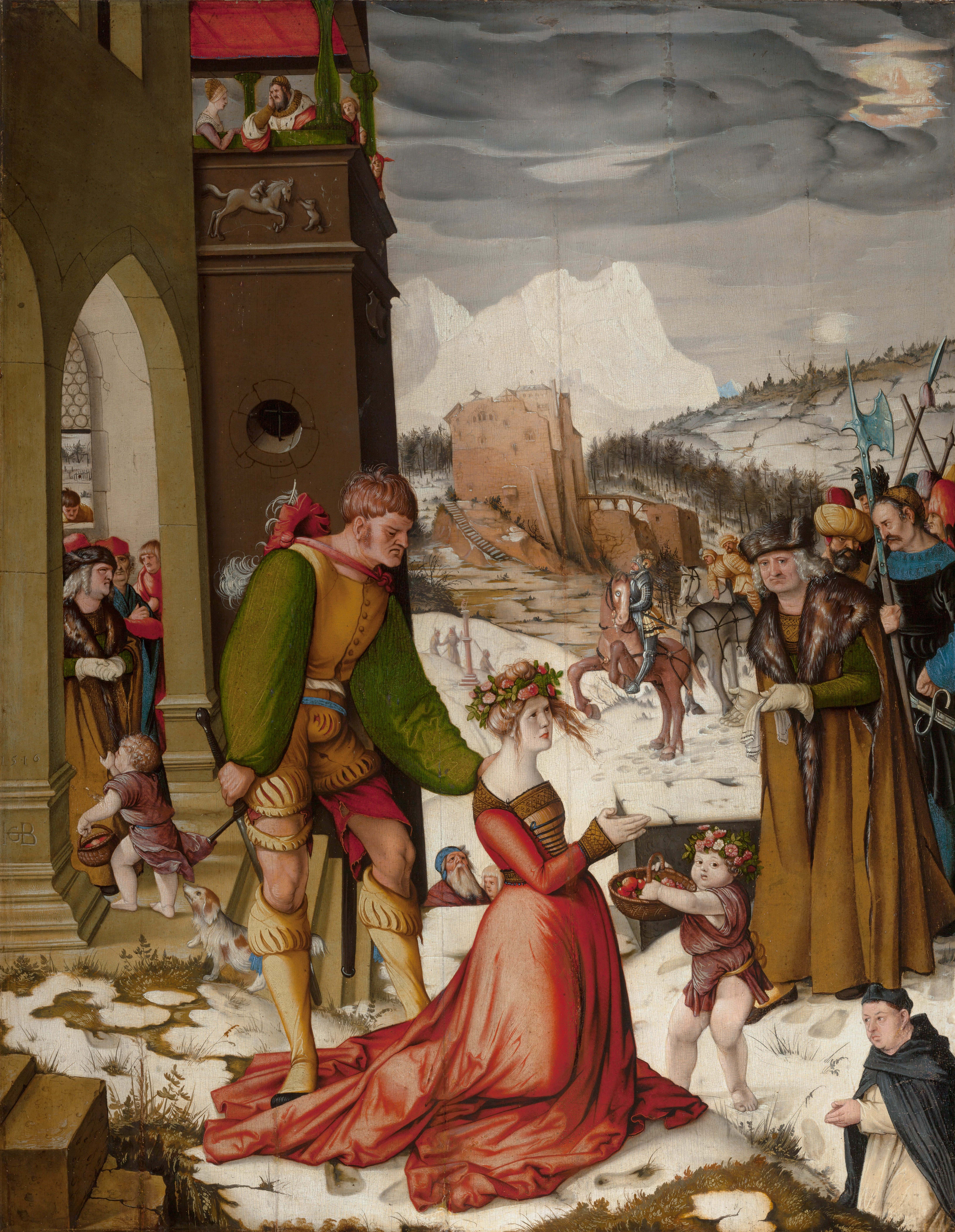
Dorothea

- Dorothea (1504–1547), dänische Prinzessin und Herzogin
- Dorothea Augusta von Braunschweig-Wolfenbüttel (1577–1625), Äbtissin von Gandersheim
- Dorothea Charlotte von Brandenburg-Ansbach (1661–1705), Landgräfin von Hessen-Darmstadt
- Dorothea Diana von Salm (1604–1672), Adlige
- Dorothea Friederike von Brandenburg-Ansbach (1676–1731), deutsche Adlige
- Dorothea Hedwig von Braunschweig-Wolfenbüttel (1587–1609), Prinzessin von Braunschweig-Wolfenbüttel, durch Heirat Fürstin von Anhalt-Zerbst
- Dorothea Hedwig von Schleswig-Holstein-Sonderburg-Norburg (1636–1692), Prinzessin aus dem Haus Schleswig-Holstein-Sonderburg-Norburg, Äbtissin von Gandersheim
- Dorothea Katharina von Brandenburg-Ansbach (1538–1604), Prinzessin von Brandenburg-Ansbach, durch Heirat Burggräfin von Meißen
- Dorothea Katharina von Pfalz-Birkenfeld-Bischweiler (1634–1715), Gräfin von Nassau-Ottweiler
- Dorothea Maria von Anhalt (1574–1617), Askanierin, anhaltische Prinzessin, durch Heirat Herzogin von Sachsen-Weimar
- Dorothea Maria von Sachsen-Gotha-Altenburg (1674–1713), Prinzessin von Sachsen-Gotha-Altenburg, durch Heirat Herzogin von Sachsen-Meiningen
- Dorothea Maria von Sachsen-Weimar (1641–1675), Prinzessin von Sachsen-Weimar und durch Heirat Herzogin von Sachsen-Zeitz
- Dorothea Reuß zu Gera (1570–1631), deutsche Adlige
- Dorothea Sibylle von Brandenburg (1590–1625), Herzogin von Brieg
- Dorothea Sophie von der Pfalz (1670–1748), Herzogin von Parma und Piacenza
- Dorothea Sophie von Sachsen-Altenburg (1587–1645), Äbtissin des Stifts Quedlinburg
- Dorothea Sophie von Schleswig-Holstein-Sonderburg-Glücksburg (1636–1689), durch Heiraten Fürstin von Lüneburg und Kurfürstin von BrandenburgDorothea Sophie von Schleswig-Holstein-Sonderburg-Glücksburg (1636–1689)

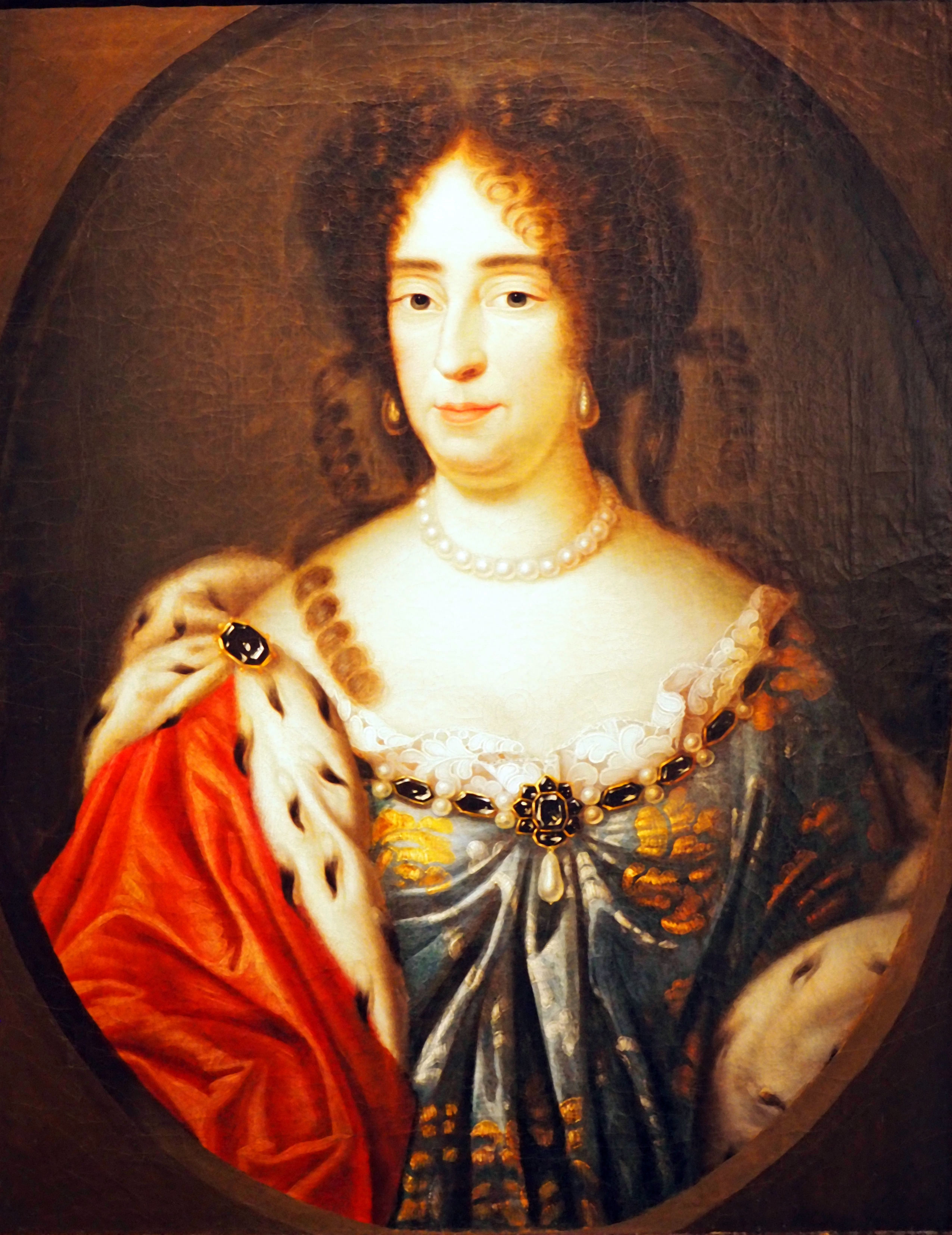
Dorothea Sophie von Schleswig-Holstein-Sonderburg-Glücksburg (1636–1689)

- Dorothea Susanne von der Pfalz (1544–1592), Herzogin von Sachsen-Weimar
- Dorothea von Anhalt-Zerbst (1607–1634), Herzogin von Braunschweig-Lüneburg, Fürstin von Braunschweig-Wolfenbüttel
- Dorothea von Brandenburg (1420–1491), Prinzessin von Brandenburg und durch Heirat Herzogin zu Mecklenburg
- Dorothea von Brandenburg (1446–1519), Herzogin von Sachsen-Lauenburg
- Dorothea von Brandenburg (1471–1520), Äbtissin im Klarissenkloster Bamberg
- Dorothea von Brandenburg-Kulmbach (1430–1495), Königin von Dänemark, Norwegen und Schweden sowie Herzogin von Schleswig und Holstein und Gräfin von Oldenburg
- Dorothea von Braunschweig-Wolfenbüttel (1596–1643), Prinzessin von Braunschweig-Wolfenbüttel, durch Heirat Markgräfin von Brandenburg
- Dorothea von Dänemark (1546–1617), Herzogin von Braunschweig-Lüneburg, Fürstin von Lüneburg
- Dorothea von Dänemark und Norwegen (1520–1580), Ehefrau Kurfürst Friedrichs II. von der Pfalz
- Dorothea von Kurland (1761–1821), Herzogin von Kurland
- Dorothea von Montau (1347–1394), katholische Heilige
- Dorothea von Pfalz-Simmern (1581–1631), Fürstin von Anhalt-Dessau
- Dorothea von Pfalz-Veldenz (1658–1723), Pfalzgräfin von Zweibrücken
- Dorothea von Rieneck († 1503), deutsche Adelige
- Dorothea von Sachsen (1563–1587), Herzogin von Braunschweig-Lüneburg, Fürstin von Braunschweig-Wolfenbüttel
- Dorothea von Sachsen (1591–1617), Äbtissin des Stifts Quedlinburg
- Dorothea von Sachsen-Altenburg (1601–1675), Herzogin von Sachsen-Eisenach
- Dorothea von Sachsen-Lauenburg (1511–1571), Königin von Dänemark und Norwegen
- Dorothea von Sachsen-Lauenburg (1543–1586), Herzogin von Braunschweig-Lüneburg, Fürstin von Grubenhagen
- Dorothea von Sagan (1793–1862), Herzogin von Sagan, Prinzessin von Kurland und Semgallen, Herzogin von Dino, Herzogin von Talleyrand-PérigordDorothea von Sagan (1793–1862)

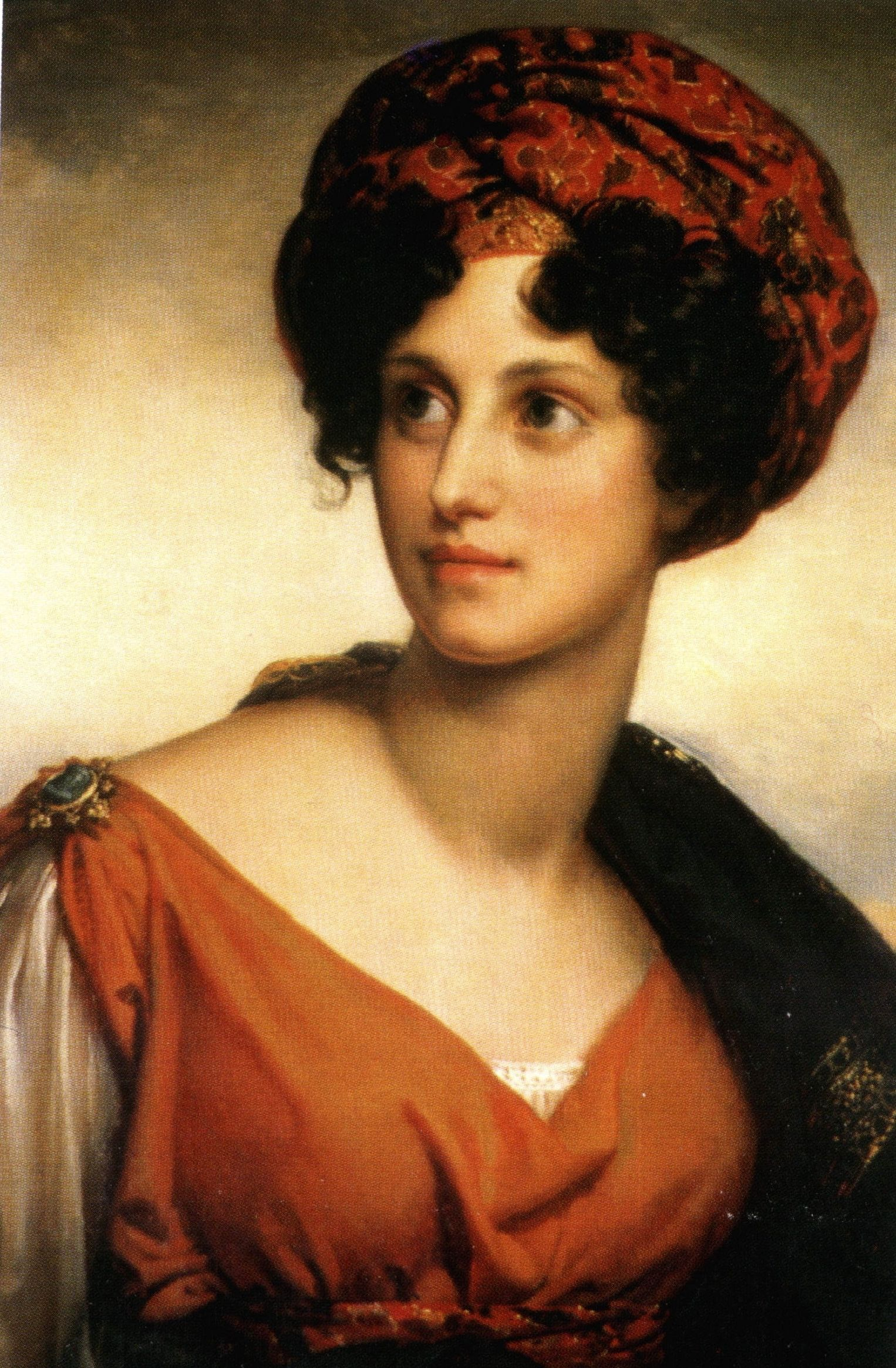
Dorothea von Sagan (1793–1862)

- Dorothea von Schleswig-Holstein-Sonderburg-Beck (1685–1761), Prinzessin von Schleswig-Holstein-Sonderburg-Beck, Markgräfin von Brandenburg-Bayreuth
- Dorothea Wilhelmine von Sachsen-Zeitz (1691–1743), Landgräfin von Hessen-Kassel
- Dorothée (* 1953), französische Sängerin, Moderatorin und Schauspielerin
- Dorotheos, spätantiker Mosaizist
- Dorotheos, byzantinischer Staatsbeamter und Jurist
- Dorotheos († 362), angeblich Bischof von Tyros und Märtyrer
- Dorotheos von Gaza, christlicher Mönch und Abt
- Dorotheos von Sidon, griechischer Astronom und Astrologe
- Dorotheos von Tyros, Bischof
- Dorotheos von Tyros, christlicher Autor

### Dorou
- Dorough, Bob (1923–2018), US-amerikanischer Jazzsänger und -pianist
- Dorough, Darlene Sambo (* 1959), inuit-amerikanische Juristin und Politikerin
- Dorough, Howie (* 1973), US-amerikanischer Sänger und Mitglied der Boygroup Backstreet BoysHowie Dorough (* 1973)

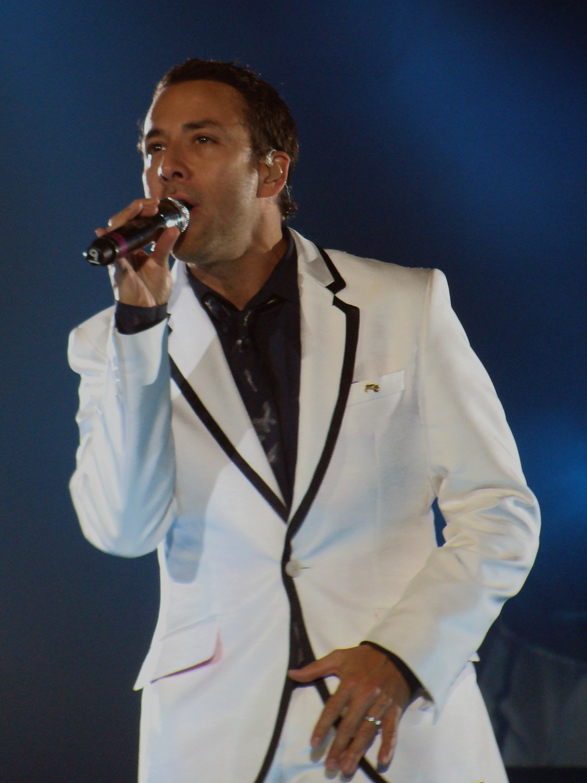
Howie Dorough (* 1973)

### Dorov
- Đorović, Goran (* 1971), serbischer Fußballspieler

### Dorow
- Dorow, Alex (* 1964), deutscher Nachrichtenmoderator und Politiker (CSU), MdL
- Dorow, Jan-Lucas (* 1993), deutscher Fußballspieler
- Dorow, Konrad (1913–1994), deutscher Maurer und Mitglied der Volkskammer der DDR
- Dorow, Wilhelm (1790–1845), deutscher Diplomat, Archäologe, Historiker und Biograf